# 14825 Fieber-Beyer
14825 Fieber-Beyer è un asteroide della fascia principale. Scoperto nel 1985, presenta un'orbita caratterizzata da un semiasse maggiore pari a 2,5220130 UA e da un'eccentricità di 0,2983290, inclinata di 6,40205° rispetto all'eclittica.